# Румыния на зимних Олимпийских играх 2002
Румыния принимала участие в Зимних Олимпийских играх 2002 года в Солт-Лейк-Сити (США) в семнадцатый раз за свою историю, но не завоевала ни одной медали. Сборную страны представляли 21 спортсменов: 11 мужчин и 10 женщин, они соревновались в 8 видах спорта:
- биатлон:
  - мужчины: Марьян Блаж[пол.],
  - женщины: Александра Стоян, Эва Тофалви, Дана Плотоджа-Кожоча
- бобслей:
  - мужчины: Адриан Думиникел, Флориан Энаке, Юлиан Пэкояну, Теодор Деметрьяд
  - женщины: Эрика Ковач, Мария Спиреску
- горнолыжный спорт: Александра Мунтяну[итал.]
- лыжные гонки Жолт Антал[рум.] — 26 место в гонке на 30 км вольным стилем (время 1’14:47.1)
- конькобежный спорт
- санный спорт
- фигурное катание:
  - мужчины-одиночники: Георг Кипер — 23 место
  - женщины-одиночницы: Роксана Лука — 23 место.
- шорт-трек: Каталин Кристо (не вышла в финальный заезд).

Самой юной участницей сборной была 18-летняя конькобежка Каталин Кристо, самым старшим участником был бобслеист Юлиан Пэкояну (31 год).
Флаг на церемонии открытия несла биатлонистка Эва Тофалви.